# Doppelwirbelung
Doppelwirbelung ist ein Begriff aus der Motorenkonstruktion und bezeichnet ein Einspritzverfahren beim Dieselmotor.

## Geschichte
Es wurde in den 1930er Jahren entwickelt und 1934 von der Firma Adolph Saurer AG in Arbon in der Schweiz vorgestellt. Hippolyt Saurer ließ sich dieses neue Einspritzsystem für Dieselmotoren (Doppelwirbelungs-Verbrennungssystem) patentieren.

## Wirkung
Die Doppelwirbelung verfügt über keine Vorkammer, sondern der Treibstoff wird direkt in den Verbrennungsraum eingespritzt, wobei er in zwei Richtungen verwirbelt wird. Dadurch können erhebliche Reduktionen des Rauchausstoßes aufgrund optimierter Verbrennung sowie Treibstoffersparnis erreicht werden.